# Нес, Ади
Ади Нес (ивр.  עדי נס‎, 1966, Кириат Гат, Южный Израиль) — израильский фотограф.

## Биография
Сын беженцев из Курдистана. Учился в Тель-Авиве и Иерусалиме. Живёт в Тель-Авиве.

## Творчество
Циклы работ: «Солдаты» (1994—2000), «Ребята» (2000), «Заключенные» (2003), «Библейские истории» (2007). Соединяет оптику и сюжеты европейского барокко (Караваджо) с остро современной, актуально-журналистской тематикой и гомосексуальными мотивами. Наиболее известна работа Неса «Тайная вечеря» по мотивам Леонардо да Винчи, герои которой — юные солдаты израильской армии (в 2005 авторский отпечаток был продан на аукционе Сотби за $102,000, другой в 2007 — за $264,000). Индивидуальные выставки Неса с успехом проходили в Сан-Франциско, Тель-Авиве, Сан-Диего, Амстердаме. Он — лауреат нескольких национальных премий.

## Альбомы
- Adi Nes: soldiers, 1994—2000. Tel Aviv: Dvir Gallery, 2001